# Țipar de mare
Țiparul de mare (Belone belone), cunoscut și ca știucă de mare sau zărgan, este un pește belonid pelagic oceanodrom găsit în ape marine și salmastre din Oceanul Atlantic, Marea Mediterană, Marea Caraibilor, Marea Neagră și Marea Baltică.

## Descriere
Țiparul de mare este un pește lung și subțire, având corpul comprimat lateral, crescând până la aproximativ 50–70 cm lungime. Fălcile sunt alungite și au dinți ascuțiți. Înotătoarele pectorale, dorsale și anale sunt situate în partea posterioară a corpului, iar cele două din urmă sunt similare ca aparență. Poziționarea înotătoarelor atât de departe oferă o mai mare flexibilitate a corpului. Linia laterală este amplasată în partea de jos a flancurilor. Culoarea corpului este verde–albăstrui, cu burta gri–argintiu, iar oasele sunt de culoare verde.

## Comportament
Țiparii de mare sunt pești pelagici care trăiesc aproape de suprafața apei. Mănâncă pești mici și au un tipar migrator similar cu cel al scrumbiilor, ajungând cu puțin timp înainte de acestea pentru reproducere. Se mută în apele de mică adâncime în aprilie și mai și depun icre în zonele cu iarbă de mare în mai și iunie. Toamna se întoarce în largul mării, inclusiv în Atlantic, la vest de Irlanda și Marea Britanie. Țiparii de mare sunt pești ovipari, iar ouăle acestora sunt adesea găsite atașate de obiecte în apă prin ramificații de pe suprafața lor.
Țiparii de mare sunt prădători care vânează în largul mării, căutând bancurile de pești mici, precum hering de Atlantic, șprot, țipari. Se hrănesc și cu crustacee liber-înotătoare.

## Utilizare alimentară
Țiparii de mare sunt uneori prinși accidental, în special în plase fixe de-a lungul coastei în apele de mică adâncime. Dacă sunt prinși cu undița, aceștia au tendința de a sări afară din apă atunci când sunt agățați. Țiparii de mare sunt consumați fierți, prăjiți, copți, la grătar sau afumați. Au oasele neobișnuit de verde (datorită prezenței de biliverdină), ceea ce îi descurajează pe mulți oameni din a-i consuma, dar culoarea verde este inofensivă.